# شارلوت أمالي

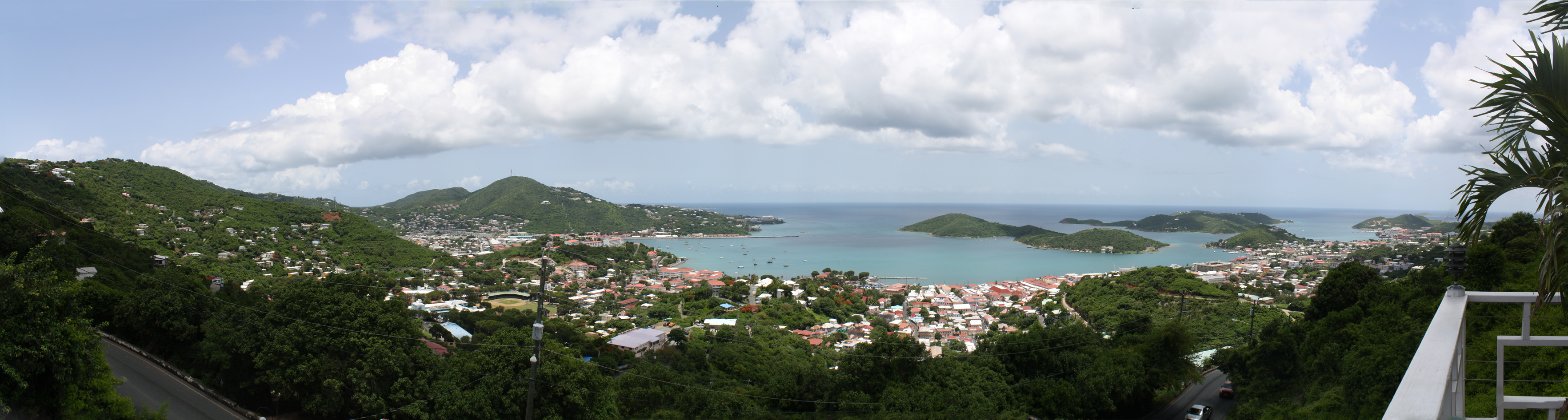

شارلوت أمالي (بالإنجليزية: Charlotte Amalie)‏ عاصمة جزر العذراء الأمريكية وأكبر مدنها وتقع في جزيرة سانت توماس، تم تأسيسها في عام 1666 باسم تافوس (بالإنجليزية: Taphus)‏ وتعني «حانات الجعة» أو «قاعات الجعة». تم تغيير اسم المدينة في عام 1691 إلى أمالينبورج على شارلوت أمالي من هيسن-كاسل (1650-1714)، عقيلة الملك كريستيان الخامس ملك الدنمارك. المدينة بها ميناء عميق وكان في السابق ملاذا للقراصنة وهو الآن أحد من أهم الموانئ لتي تستقبل السفن السياحية في منطقة البحر الكاريبي، حيث حطت هناك حوالي 1.5 مليون سفينة سياحية في عام 2004. الميناء به مرافق لرسو السفن وللتزود بالوقود وأحواض سفن، وكان قاعدة بحرية أمريكية حتى عام 1966. وكانت البلدة مأهولة لعدة قرون. وعندما وصل كريستوفر كولومبوس إليها في عام 1493، كانت المنطقة مأهولة من قبائل الكاريب والتاينو. في عام 2010 كان عدد سكان المدينة 18,481 نسمة،  مما يجعلها أكبر مدينة في أرخبيل جزر العذراء. تمر مئات العبارات واليخوت عبر المدينة كل أسبوع، وأحيانا يزداد عدد السكان بأكثر من الضعف.
اشتهرت المدينة بهندستها المعمارية الاستعمارية الدنماركية، ومخططها البنائي وتاريخها، وعشرات الشوارع والأماكن في جميع أنحاء المدينة التي لها أسماء دنماركية. تحتوي شارلوت أمالي ديه على مباني ذات أهمية تاريخية بما في ذلك كنيس سانت توماس، ثاني أقدم كنيس يهودي في نصف الأرض الغربي،  وكنيسة فريدريك اللوثرية، أقدم كنيسة لوثرية في نصف الأرض الغربي. للمدينة تاريخ طويل مع القراصنة، وخاصة قصص بلوبيرد وبلاك بيرد (إدوارد تيتش). في القرن السابع عشر، بنى الدنماركيون قلعة بلاكبيرد وقلعة بلوبيرد وتمت نسبتها للقراصنة. قلعة بلاكبيرد هي معلم قومي تاريخي أمريكي. وبها مصدر جذب آخر للسياح هو حصن كريستيان، أقدم مبنى قائم في أرخبيل جزر العذراء. هناك نسخة من جرس الحرية في ساحة التحرير، وهو مصدر جذب سياحي.

## المناخ
يظهر الجدول التالي التغييرات المناخية على مدار السنة لشارلوت أمالي:
| البيانات المناخية لـشارلوت أمالي  | البيانات المناخية لـشارلوت أمالي | البيانات المناخية لـشارلوت أمالي | البيانات المناخية لـشارلوت أمالي | البيانات المناخية لـشارلوت أمالي | البيانات المناخية لـشارلوت أمالي | البيانات المناخية لـشارلوت أمالي | البيانات المناخية لـشارلوت أمالي | البيانات المناخية لـشارلوت أمالي | البيانات المناخية لـشارلوت أمالي | البيانات المناخية لـشارلوت أمالي | البيانات المناخية لـشارلوت أمالي | البيانات المناخية لـشارلوت أمالي | البيانات المناخية لـشارلوت أمالي |
| الشهر                             | يناير                            | فبراير                           | مارس                             | أبريل                            | مايو                             | يونيو                            | يوليو                            | أغسطس                            | سبتمبر                           | أكتوبر                           | نوفمبر                           | ديسمبر                           | المعدل السنوي                    |
| --------------------------------- | -------------------------------- | -------------------------------- | -------------------------------- | -------------------------------- | -------------------------------- | -------------------------------- | -------------------------------- | -------------------------------- | -------------------------------- | -------------------------------- | -------------------------------- | -------------------------------- | -------------------------------- |
| متوسط درجة الحرارة الكبرى °ف (°م) | 86 (30)                          | 86 (30)                          | 86 (30)                          | 88 (31)                          | 88 (31)                          | 90 (32)                          | 90 (32)                          | 91 (33)                          | 90 (32)                          | 90 (32)                          | 88 (31)                          | 86 (30)                          | 88 (31)                          |
| متوسط درجة الحرارة الصغرى °ف (°م) | 72 (22)                          | 72 (22)                          | 72 (22)                          | 74 (23)                          | 76 (24)                          | 77 (25)                          | 78 (26)                          | 78 (26)                          | 77 (25)                          | 76 (24)                          | 75 (24)                          | 73 (23)                          | 75 (24)                          |
| الهطول إنش (مم)                   | 1.89 (48)                        | 1.51 (38)                        | 1.52 (39)                        | 2.39 (61)                        | 3.36 (85)                        | 2.35 (60)                        | 2.42 (61)                        | 3.50 (89)                        | 5.34 (136)                       | 5.57 (141)                       | 5.28 (134)                       | 2.74 (70)                        | 37.87 (962)                      |
| المصدر:                           |                                  |                                  |                                  |                                  |                                  |                                  |                                  |                                  |                                  |                                  |                                  |                                  |                                  |

## أعلام
- كاميل بيسارو
- روبرت هيريك
- كيلسي جرامر
- ألتون آدامز
- إلرود هيندريكس